# クリーンパーク茂原火災
クリーンパーク茂原火災（クリーンパークもばらかさい）は、2022年（令和4年）2月1日から2月2日にかけて宇都宮市のごみ焼却処理施設（清掃工場）「クリーンパーク茂原」で発生した火災。

## 経過
2022年2月1日午前1時52分ごろ、クリーンパーク茂原で火災報知器が鳴動し、火災報知機の鳴動を確認した宇都宮市の受託業者がクレーン操作室に駆け付け、ごみを貯める「ごみピット」で出火を確認した。すぐに備え付けの放水銃2基を遠隔操作し消火活動を始めたが、火勢は収まらず、出火から約50分後に119番通報し消防による消火活動を開始した。消防隊と消防団80人が出動したが、最終的にごみピットに貯め置かれていた可燃ごみ約2000トンを焼き鎮火したのは翌2月2日午後4時ごろとなり、約38時間にわたって燃え続けた。
この火災により、ごみ貯留場のクレーン2基、脱臭装置2台、放水銃などが焼損し、クリーンパーク茂原でのごみ焼却が不可能になった。
2月10日時点で火災の原因は不明だが、市はごみに混入していたスプレー缶やリチウム電池、ライターなどから発火した可能性があると推察している。また市は2月9日の市議会議員協議会で、ごみ焼却能力の復旧は半年以上かかるものだとみられると説明し、2月18日に、市はごみ焼却の再開に今後半年以上かかることを正式に発表した。
2022年9月5日、事故対策委員会は、佐藤栄一市長に報告書を提出した。出火原因の特定には至らず、再発防止策として、火災発生時の通報マニュアルの見直しや火災覚知システムの更新を提示した。
その後も、ごみの受入れ再開が遅れていたが、ごみピットのコンクリート壁の補強工事を実施し、2022年12月24日から受入れを再開すると発表した。

## 火災による影響

### ごみ処理への影響

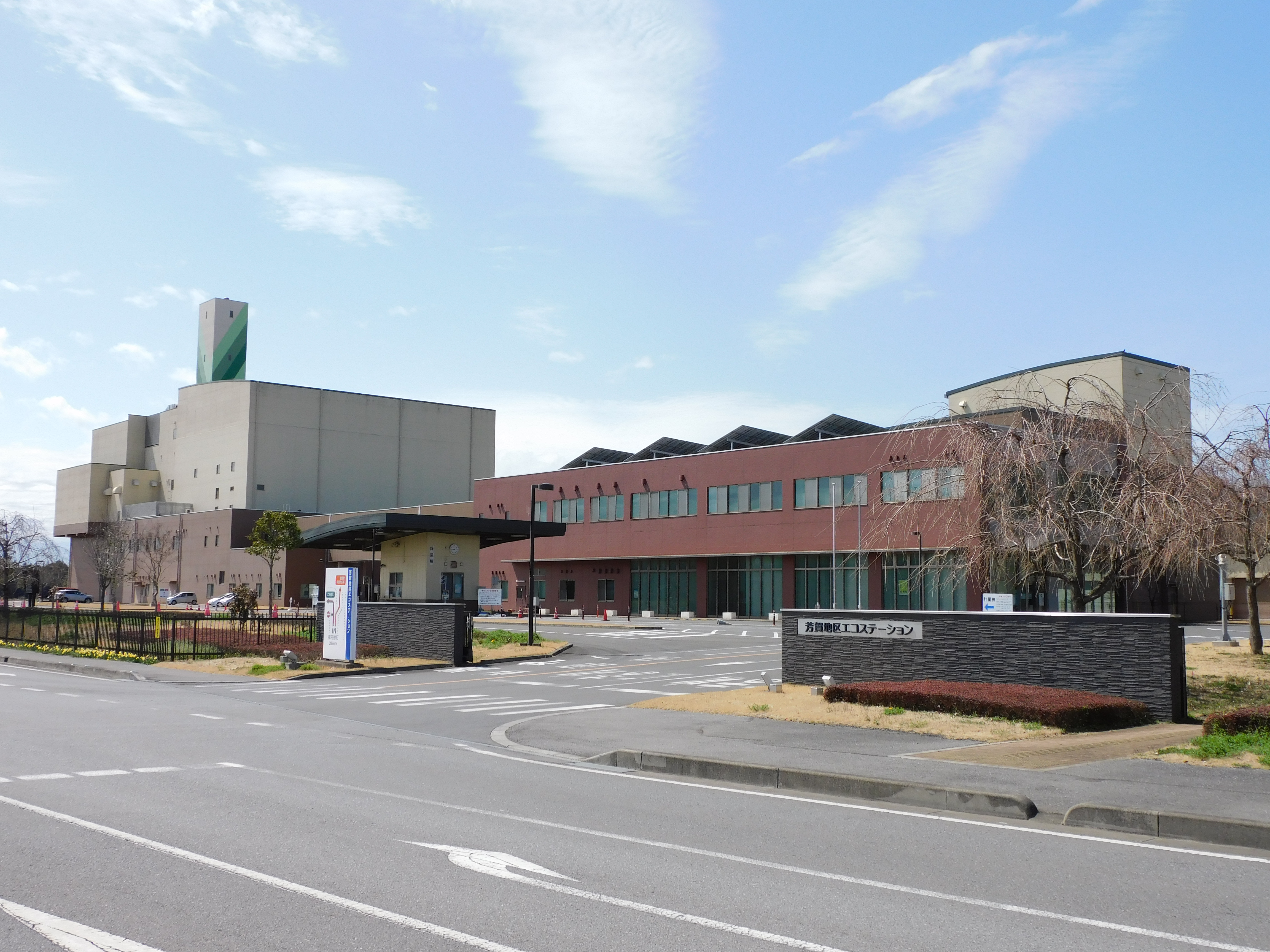
ごみの受託処理を行う芳賀地区エコステーション

火災により施設が焼損したため、焼却ごみは2月1日から受け入れができなくなった。クリーンパーク茂原では宇都宮市と上三川町と石橋（下野市）から排出される月に約1万3400トンの可燃ごみのうち、全体の68%（約7割）にあたる約9150トンを処理しており、この分の搬入先の確保が必要になっている。
クリーンパーク茂原で処理してきた分は、宇都宮市が下田原町に保有するもう一つのごみ処理施設である「クリーンパーク下田原」で処理するが、それでも賄いきれないため2月7日に宇都宮市内と鹿沼市の民間施設2カ所で委託処理を開始し、栃木県内の他自治体などにも依頼し、1か月あたり約2000トンの外部処理を行うことにしている。今後、1か月あたりの委託処理量を3000トンまで増やす予定だが、それでも1カ月に処理できる量は約7250トン（1週間当たり約1812トン）にとどまる。処理しきれない可燃ごみは2月7日から、宇都宮市下横倉町にある最終処分場「エコパーク下横倉」に仮置きしており、2月9日までに約340トンが搬入された。2月18日までに、宇都宮市、鹿沼市、壬生町の民間施設と、鹿沼市の公共ごみ処理施設「環境クリーンセンター」と真岡市に位置する芳賀地区広域行政事務組合の公共ごみ処理施設「芳賀地区エコステーション」で委託処理をはじめ、1週間あたりの処理量は2650トンになっている。

### ごみ半減要請と市民生活への影響
委託処理をしてもクリーンパーク茂原で処理していた分のごみを処理しきれず、これまでのペースでごみ排出が続けば、焼却できない可燃ごみが増え続け、ごみ回収にも影響が出る恐れがあるため、2月9日、宇都宮市は市長の佐藤栄一名義で市民や市内事業者に対しごみ排出量の削減を求めた。内容は、宇都宮市のごみ焼却処理能力の約7割が失われる非常事態であるとし、生ごみなどを除く衛生上影響のないごみをできるだけ家庭や事業所に貯め置きごみ出しを極力控えること、生ごみの水分を減らすこと、資源物の分別を徹底すること、食品ロスの削減などを行い、ごみの排出量の5割削減を求めるものになっている。
ごみ半減を達成するため、宇都宮市では可燃ごみに多く含まれる生ごみの水分量を減らすことを目的に、生ごみ処理機の購入補助を拡充する対応を取った。
しかし、ごみ削減を呼びかけてもごみはほとんど減っておらず、処理が追い付かない状況が続いている。また、ごみ収集車が市外までごみを運搬するようになったため、収集に通常以上の時間がかかるようになっており、一部地域では収集に遅れが出るなど、市民生活への影響が拡大し続けている。
2月21日から2月27日までの1週間で、削減できたごみは前年同週と比較して9%減にとどまっており、ごみの委託処理先を栃木県内のみならず埼玉県、千葉県まで拡大し外部施設含め8か所でごみ処理を行っているが、それでもごみを処理しきれず、27日時点で市内の最終処分場には1392トンものごみが仮置かれている状態で、ごみが急増する3～4月の引っ越しシーズンを前に市は市民への周知を強化する方針である。

### 電力供給への影響
クリーンパーク茂原でのバイオマス発電を主要な電力調達元とする小売電気事業者の宇都宮ライトパワーは、この火災により電力調達元を失い、東京ガスなどから電力を買い取って供給せざるを得なくなった。宇都宮ライトパワーが電力供給を開始してわずか1か月後の出来事であり、同社にとって出鼻をくじかれることとなった。